# コンブ科
コンブ科（コンブか、Laminariaceae）は、褐藻綱コンブ目に属する科の一つ。多くは昆布として食品に利用されており、コンブ科の一部は遺伝的に近縁である一方、流通上は産地や採集時期、加工方法で細分化されるなど他の海藻と比べて扱いが独特である。

## 分類
- Arthrothamnus Ruprecht ネコアシコンブ属[2]
  - Arthrothamnus bifidus (Gmelin) Ruprecht[3] - ネコアシコンブ[3][4]（猫足昆布[4]）
- Saccharina Stackhouse カラフトコンブ属[2]
  - Kjellmaniella gyrata (Kjellman) Miyabe[3] - トロロコンブ[3][4]（薯蕷昆布[4]）
  - Laminaria japonica Ruprecht[3] - マコンブ[3][5]（真昆布[5]）
  - Laminaria longissima Ruprecht[3] - ナガコンブ[3][6]（長昆布[6]）
  - Laminaria ochotensis Ruprecht[3] - リシリコンブ[3][5]（利尻昆布[5]）
  - Laminaria religiosa Miyabe[3] - ホソメコンブ[3][4]（細布昆布[4]）
- Laminaria J.V.Lamouroux コンブ属[2]
- Streptophyllopsis Kajimura クロシオメ属[2]